# 今川正美
今川 正美（いまがわ まさみ、男性、1947年8月7日 - 2021年9月8日）は、日本の政治家。

## 略歴
佐世保市出身。佐賀大学農学部中退。在籍時には、農学部の自治会委員長として学生寮の運営などを巡って大学側と団体交渉に臨んでいた際、「教官を不法に監禁した」として逮捕され、有罪判決を受けた。1968年に佐世保地区労に入り書記を務める。1994年には佐世保地区労事務局長に就任した。その他、佐世保軍事問題研究会代表、全国一般労働組合長崎地方本部委員長、連合佐世保地協事務局次長等を歴任した。
2000年6月、第42回衆議院議員総選挙に社民党公認で長崎4区から立候補したが、無所属の北村誠吾に敗れた。しかし、重複立候補していた比例九州ブロックで復活当選を果たした。その後、第43回、第44回の総選挙にも長崎4区から立候補したが、いずれも自民党公認となった北村に敗れた。比例九州ブロックでの復活当選も叶わなかった。2003年12月から2007年2月まで社会民主党長崎県連の代表を務めた。
2021年9月8日22時23分、不整脈のため長崎県佐世保市の介護施設で死去。74歳没。

## 選挙経歴
- 2000年 - 第42回衆議院議員総選挙、長崎4区落選・比例九州ブロックで復活当選[5][6]
- 2003年 - 第43回衆議院議員総選挙、長崎4区・比例九州ブロックとも落選[7][9]
- 2005年 - 第44回衆議院議員総選挙、長崎4区・比例九州ブロックとも落選[8][10]